# Караганда
Караганда (на казахски: Қарағанды, на руски: Караганда) e град в Централен Казахстан, административен център на Карагандинска област. Населението на града е 421 250 души през 2012 година, като се нарежда на 3-то място в страната след столиците – бившата Алмати и настоящата Астана.

## География
Градът е разположен на 200 км южно от Астана и на 1000 км северно от най-големия град Алмати.
Климатът е рязко континентален със сурова зима (до -41 °C, февруари), знойно лято (до 40 °C, август) и нищожни годишни валежи – 300 мм/год.

## История
В края на 19 век в района започва добив на въглища отначало от руски, после и от френски и английски предприемачи, във връзка с което се появява работническо селище. Караганда получава статут на град на 10 февруари 1934 г.

## Икономика
Крупен индустриален център. В града работят големи предприятия за добив на въглища, както и от машиностроителната, металообработващата и хранителната промишленост.

## Личности
- Лев Гумильов, руски историк, интерниран в ГУЛАГ край града